# Magistralinis kelias A20
A20 ist eine Fernstraße in Litauen. Sie bildet die nördliche und westliche Umgehung der Stadt Ukmergė (Wilkomir), verbindet die Magistralinis kelias A6 im Nordosten und Südwesten dieser Stadt miteinander und ist ein Teil der Europastraße 262. Ihre Länge beträgt knapp 8 km.
Die Straße wurde ursprünglich von der Stadt Ukmergė angelegt und im Jahr 2014 zur nationalen Fernstraße aufgestuft.